# Trevor Keels
Trevor Jamaal Keels (Clinton, Maryland; 26 de agosto de 2003) es un jugador de baloncesto estadounidense que pertenece a la plantilla de los Iowa Wolves de la G League. Con 1,93 metros de estatura, juega en la posición de escolta.

## Trayectoria deportiva

### Instituto
Keels jugó al baloncesto para la escuela secundaria católica Paul VI en Chantilly, Virginia. Como estudiante de segundo año, promedió 15,6 puntos, 3,9 rebotes y 2,3 asistencias por partido, lo que le valió los honores de cojugador del año de la Conferencia Atlética Católica de Washington (WCAC). En su temporada júnior, Keels llevó a Paul VI al título estatal de la División I de la Asociación Atlética de las Escuelas Independientes de Virginia. En su último año promedió 28,7 puntos, 9,1 rebotes, 7,2 asistencias y 3,8 robos por partido. Fue nombrado Virginia Gatorade Player of the Year y fue seleccionado para los equipos del McDonald's All-American Game, el Jordan Brand Classic y el Nike Hoop Summit.

### Universidad
Jugó una temporada con los Blue Devils de la Universidad de Duke, en la que promedió 11,4 puntos, 3,5 rebotes, 2,7 asistencias y 1,2 robos de balón por partido. Fue incluido en el mejor quinteto de rookies de la Atlantic Coast Conference. Después de su temporada de primer año, Keels anunció su intención de ingresar en el draft de la NBA. El 1 de junio anunció que permanecería en el draft y renunciaría a su elegibilidad universitaria restante.

#### Estadísticas
| Año     | Equipo | PJ | PT | MPP  | %TC  | %3P  | %TL  | RPP | APP | ROB | TPP | PPP  |
| ------- | ------ | -- | -- | ---- | ---- | ---- | ---- | --- | --- | --- | --- | ---- |
| 2021–22 | Duke   | 36 | 26 | 30.2 | .419 | .312 | .670 | 3.4 | 2.7 | 1.2 | .1  | 11.5 |

### Profesional
Fue elegido en la cuadragésimo segunda posición del Draft de la NBA de 2022 por los New York Knicks. El 10 de julio de 2022 firmó un contrato dual con los Knicks y su filial en la G League.
El 28 de septiembre de 2023 firmó con los Minnesota Timberwolves, pero fue despedido el 20 de octubre. Luego fue asignado al filial de la G League de los Timberwolves, los Iowa Wolves.
El 24 de septiembre de 2024, firma con Minnesota Timberwolves.

## Estadísticas de su carrera en la NBA

### Temporada regular
| Año     | Equipo   | PJ | PT | MPP | %TC  | %3P  | %TL | RPP | APP | ROB | TPP | PPP |
| ------- | -------- | -- | -- | --- | ---- | ---- | --- | --- | --- | --- | --- | --- |
| 2022-23 | New York | 3  | 0  | 2.7 | .250 | .250 | —   | .7  | .0  | .0  | .0  | 1.0 |
| Total   | Total    | 3  | 0  | 2.7 | .250 | .250 | —   | .7  | .0  | .0  | .0  | 1.0 |